# 金三線
金三線（：／ Gimsam seon */?）是位于韩国的一条已废弃的铁路，自庆尚北道金泉市至庆尚南道三千浦市(今泗川市)终止，修建目的是为了方便把庆尚南道海边码头的物资快速运送至庆尚北道。路线废止时间不详。

## 路线资料
- 路线距离：160.0km
- 轨间距离：1435mm
- 车站数：
- 复线区间：
- 电化区间：

## 历史
- 1966年11月9日：开通该路线。